# هودگ شمالی (لوئیزیانا)
هودگ شمالی (به انگلیسی: North Hodge) شهری در ایالت لوئیزیانا کشور ایالات متحده آمریکا است که جمعیت آن در سرشماری سال ۲۰۱۰ میلادی، ۳۸۸ نفر بوده‌است.